# Russische Akademie der Medizinischen Wissenschaften
Die Russische Akademie der Medizinischen Wissenschaften (russisch Российская академия медицинских наук, PAMH) war eine nationale Akademie der Russischen Föderation mit Sitz in Moskau mit dem Ziel medizinischer Forschung. Sie bestand seit 1992 als Nachfolgeeinrichtung der Akademie der Medizinischen Wissenschaften der UdSSR (russisch Акаде́мия медици́нских нау́к СССР, AMH CCCP) und wurde 2013 in die Russische Akademie der Wissenschaften integriert.
Die  Akademie der Medizinischen Wissenschaften der UdSSR wurde am 30. Juni 1944 unter dem Volkskommissariat für Gesundheit mit 60 Mitgliedern gegründet. Die Idee zur Gründung der Akademie stammte gleichzeitig vom stalinistischen Politiker und Volkskommissar Georgi A. Miterew nach der erfolgreichen Bekämpfung der Cholera im belagerten Leningrad und dem wissenschaftsorientierten Neurochirurgen Nikolai Nilowitsch Burdenko.
Im Oktober 2013 fusionierten die staatlichen Akademien der Russischen Akademie der Medizinischen Wissenschaften und der Russischen Akademie der Agrarwissenschaften mit der Russischen Akademie der Wissenschaften.

## Präsidenten
Sowjetische Akademie
- 1944 bis 1946: Nikolai Nilowitsch Burdenko (1876–1946), Chirurg
- 1946 bis 1953: Nikolai Nikolajewitsch Anitschkow (1885–1964), Pathologe
- 1953 bis 1960: Alexander N. Bakulew (1890–1967), Chirurg
- 1960 bis 1968 und 1977 bis 1987: Nikolai Nikolajewitsch Blochin (1912–1993), Chirurg und Onkologe
- 1968 bis 1977: Wladimir Dimitrijewitsch Timakow (1905–1977), Mikrobiologe[4]
- 1987 bis 1992: Walentin Iwanowitsch Pokrowski (1929–2020), Epidemiologe

Russische Akademie
- 1992 bis 2006: Walentin Pokrowski (s. o.)
- 2006 bis 2011: Michail Dawidow (* 1947), Onkologe
- 2011 bis 2013: Iwan Iwanowitsch Dedow (* 1941), Leiter des Nationalen Medizinischen Forschungszentrums für Endokrinologie in Moskau, einer von Putins Ärzten[5]

## Mitglieder von 1944 bis 2013
- Alexei Iwanowitsch Abrikossow (1875–1955), Pathologe und Vizepräsident 1944–1948
- Natalja Petrowna Bechterewa (1924–2008), Neurophysiologin (1975)
- Wladimir Nikolajewitsch Beklemischew (1890–1962), Zoologe und Evolutionsforscher (1945)
- Iwane Beritaschwili (1885–1974), georgischer Neurophysiologe (1944)
- Nikolai Alexandrowitsch Bernstein (1896–1966), Physiologe (1944)
- Alexander Jewsejewitsch Braunschtein (1902–1986), Biochemiker (1945)
- Alexander Wassilijewitsch Gawrilenko (* 1950), Kardiologe (2004)
- Natalia Gheorghiu (1914–2001), moldawische Kinderärztin
- Anatoli Iwanowitsch Grigorjew (1943–2023), Physiologe und Raumfahrtmediziner (1988)
- Nikolai Konstantinowitsch Kotschetkow (1915–2005), Chemiker (1957)
- Ljubow Mala (1919–2003), ukrainische Medizinerin (1974)
- Jewgeni Nikanorowitsch Pawlowski (1884–1965), Zoologe (1944)
- Anatoli Pokrowski (1930–2022), Gefäßchirurg (1982)
- Wiktor Michailowitsch Schdanow (1914–1987), Virologe und Pockenbekämpfer (1960)
- Juri Leonidowitsch Schewtschenko (* 1947), Chirurg und russischer Gesundheitsminister 1999–2004 (2000)
- Andrei Wladimirowitsch Sneschnewski (1904–1987), Vizepräsident, umstrittener Psychiater und Schizophrenie-Experte (1962)[6]
- Pauls Stradiņš (1896–1958), lettischer Chirurg (1945)
- Jewgeni Iwanowitsch Tschasow (1929–2021), Kardiologe (1963)

## Einzelbelege
1. ↑  Academy of Medical Sciences of the USSR. In: Public Health Reports. Band 75, Nr. 9, September 1960, ISSN 0094-6214, S. 840, PMID 19316366, PMC 1929489 (freier Volltext).
2. ↑  Murray Feshbach: Gesundheitspolitik in der Sowjetunion. In: Ethik und öffentliches Gesundheitswesen. Springer Berlin Heidelberg, Berlin, Heidelberg 1988, ISBN 978-3-540-19084-4, S. 247–258, doi:10.1007/978-3-642-73541-7_16 (springer.com [abgerufen am 1. Dezember 2023]).
3. ↑  Ulrich Heyden: Dem intellektuellen Zentrum Russlands droht der Garaus. 26. August 2013, abgerufen am 1. Dezember 2023.
4. ↑  Wladimir Dimitrijewitsch Timakow – Berlin-Brandenburgische Akademie der Wissenschaften. Abgerufen am 1. Dezember 2023.
5. ↑  Militärforschung - Ukraine-Krieg 2.0 - 37. Update. Abgerufen am 1. Dezember 2023.
6. ↑  Schleichender Irrsinn. In: Der Spiegel. 10. Juli 1983, ISSN 2195-1349 (spiegel.de [abgerufen am 1. Dezember 2023]).